# 旅鴉
「旅鴉」（たびがらす）は、1972年11月に発売された五木ひろしのシングルである。

## 解説
時代劇テレビドラマ『長谷川伸シリーズ』の主題歌として作られた股旅演歌である。

## 収録曲
- 両楽曲共に、作詞：藤田まさと／作曲：遠藤実

1. 旅鴉（3分18秒）
編曲：只野通泰
2. 裏通り（4分4秒）
編曲：河合英郎